# Don’t Hold Your Breath
Don't Hold Your Breath – drugi singel z pierwszego solowego albumu amerykańskiej artystki Nicole Scherzinger Killer Love. Utwór swoją premierę miał w Wielkiej Brytanii w stacji BBC Radio 1 30 stycznia 2011 r. Producentem muzycznym jest Carl Falk, Steve Josefsson oraz Rami. Singel w jeden dzień od wydania na iTunes w Irlandii osiągnął miejsce 2 najczęściej sprzedawanych singli natomiast 13 marca został wydany na iTunes w Wielkiej Brytanii gdzie osiągnął miejsce 1 w kilka godzin od wydania. Nicole podczas The Hard Rock w Hollywood 3 sierpnia 2011 r. potwierdziła, że jest to drugi singiel pochodzący z amerykańskiej wersji płyty Killer Love.

## Historia
Piosenka Don't Hold Your Breath pierwotnie została napisana przez Keri Hilson, Crystal Johnson i Timbalanda, który również wyprodukował utwór na jego album Shock Value II. Jednak z niewyjaśnionych przyczyn utwór nie został nagrany po czym trafił w ręce Brandy, która miała umieścić go na swoim kolejnym albumie kiedy jeszcze miała kontrakt z Epic Records. Jednak zaraz jak Brandy opuściła Epic Records piosenka znów powróciła do Hilson. Ta natomiast dała Don't Hold Your Breath Nicole Scherzinger. Produkcją wersji dla Nicole zajął się Dave Aude wspólnie z Jonasem Jerbergiem. Ostatecznie wersja ta różni się od pierwotnej głównie całkowitą zmianą słów piosenki jak i melodią.

## Tło i kompozycja
"Don't Hold Your Breath" to piosenka w średnim tempie z elementami club-pop i Eurodance. Produkcją zajęli się Carl Falk, Steve Josefsson and Rami Yacoub. Pierwsze demo wyciekło do internetu w czerwcu 2010 r. wykonywane przez Timbalanda i Keri Hilson. Później, w styczniu 2011 r. do internetu trafiło kolejne demo, lecz tym razem słowa zostały całkowicie zmienione, jedynie refren pozostał taki sam. Trzecie i ostatnie demo (śpiewane już przez Scherzinger) pojawiło się 14 stycznia 2011 r. BBC Radio 1 oficjalnie, premierowo zagralo singiel 30 stycznia 2011 r. podczas programu Tom Deacon Show. Pierwszy raz Nicole zaprezentowała "Don't Hold Your Breath podczas finałowego odcinka Dancing on Ice 6 marca 2011 r.

## Teledysk
Teledysk do Don't Hold Your Breath został nakręcony w starym domu z 1890 r. Reżyserią zajął się Rich Lee, który wcześniej współpracował z Nicole podczas kręcenia teledysku do piosenki Hush Hush zespołu Pussycat Dolls.

## Lista utworów
- Digital single

1. "Don't Hold Your Breath" – 3:18
2. "Don't Hold Your Breath" (Instrumental Version) – 3:18

- Digital Remix EP[4]

1. "Don't Hold Your Breath" (Cahill Club Mix) – 5:27
2. "Don't Hold Your Breath" (Cahill Mix – Edit) – 3:04
3. "Don't Hold Your Breath" (Bimbo Jones Radio Edit) – 2:42
4. "Don't Hold Your Breath" (Bimbo Jones Dub Edit) – 7:03
5. "Don't Hold Your Breath" (The Alias Radio Mix) – 3:10
6. "Don't Hold Your Breath" (The Alias Club Mix) – 5:28

## Personel
- Josh Alexander – Autor tekstów i producent wokalny
- Billy Steinberg – Autor tekstów i producent wokalny
- Toby Gad – Autor tekstów
- Carl Falk – Producent
- Steve Josefsson – Producent
- Rami – Producent
- Chris Garcia – Edycja cyfrowa
- Mattias Bylund – Układ strun, nagrywanie i edycja
- Mattias Johansson – Skrzypce
- David Bukovinszky – Wiolonczela
- Mark 'Spike' Stent – Miksowanie
- Chris Gehringer – Mastering

Informacje zaczerpnięte z książeczki (booklet) Killer Love.

## Listy przebojów
| Lista przebojów (2011)     | Pozycja |
| -------------------------- | ------- |
| Polish Airplay Chart       | 1       |
| Francja                    | 45      |
| Irlandia                   | 4       |
| Szkocja                    | 1       |
| Słowacja                   | 22      |
| Wielka Brytania            | 1       |
| Australia                  | 17      |
| Belgia (Ultratip Flanders) | 5       |
| Belgia (Ultratip Wallonia) | 7       |
| Czechy                     | 46      |
| Holandia                   | 15      |

| Lista przebojów – Polska (2011) | Pozycja |
| ------------------------------- | ------- |
| Polska (Airplay Top 100)        | 9       |
| World Lista (Eska TV)           | 6       |

| Don't Hold Your Breath – Hop Bęc |    |    |    |    |    |    |    |    |    |    |    |    |    |    |    |    |    |    |    |    |
| Dzień                            | 01 | 02 | 03 | 04 | 05 | 06 | 07 | 08 | 09 | 10 | 11 | 12 | 13 | 14 | 15 | 16 | 17 | 18 | 19 | 20 |
| Pozycja                          | 19 | 8  | 4  | 14 | 20 | 6  | 9  | 11 | 5  | 12 | 20 | 6  | 3  | 7  | 1  | 16 | 14 | 7  | 19 | 6  |
| Dzień                            | 21 | 22 | 23 | 24 | 25 | 26 | 27 | 28 | 29 | 30 | 31 | 32 | 33 | 34 | 35 |    |    |    |    |    |
| Pozycja                          | 13 | 4  | 18 | 4  | 9  | 4  | 2  | 16 | 13 | 11 | 16 | 11 | 4  | 13 | 16 |    |    |    |    |    |

| Don't Hold Your Breath – POPLista |    |    |    |    |    |    |    |    |    |    |    |    |    |    |    |    |    |    |    |    |
| Dzień                             | 01 | 02 | 03 | 04 | 05 | 06 | 07 | 08 | 09 | 10 | 11 | 12 | 13 | 14 | 15 | 16 | 17 | 18 | 19 | 20 |
| Pozycja                           | 20 | 15 | 8  | 17 | 7  | 14 | 7  | 15 | 7  | 2  | 9  | 18 | 8  | 20 | 8  | 18 | 8  | 12 | 20 | 9  |
| Dzień                             | 21 | 22 | 23 | 24 | 25 | 26 | 27 | 28 | 29 | 30 | 31 |    |    |    |    |    |    |    |    |    |
| Pozycja                           | 2  | 8  | 19 | 15 | 12 | 20 | 15 | 18 | 9  | 18 | 15 |    |    |    |    |    |    |    |    |    |

| Don't Hold Your Breath – Gorąca 20 |    |    |    |    |    |    |    |    |    |    |    |    |    |    |    |    |    |    |    |    |
| Dzień                              | 01 | 02 | 03 | 04 | 05 | 06 | 07 | 08 | 09 | 10 | 11 | 12 | 13 | 14 | 15 | 16 | 17 | 18 | 19 | 20 |
| Pozycja                            | 8  | 9  | -  | -  | 15 | 12 | -  | -  | 8  | 12 | -  | -  | 18 | 9  | 1  | 2  | -  | 12 | 6  | 5  |
| Dzień                              | 21 | 22 | 23 | 24 | 25 | 26 | 27 | 28 | 29 | 30 | 31 | 32 | 33 | 34 | 35 | 36 | 37 | 38 | 39 | 40 |
| Pozycja                            | 9  | -  | 17 | -  | -  | 6  | -  | 9  | 12 | -  | 9  | 19 | -  | -  | 16 | -  | -  | 5  | -  | -  |
| Dzień                              | 41 |    |    |    |    |    |    |    |    |    |    |    |    |    |    |    |    |    |    |    |
| Pozycja                            | 18 |    |    |    |    |    |    |    |    |    |    |    |    |    |    |    |    |    |    |    |

## Certyfikaty
| Kraj      | Certifikat |
| --------- | ---------- |
| Australia | Platyna    |